# イシン・ラルサ時代
イシン・ラルサ時代（イシン・ラルサじだい、紀元前2004年頃 - 紀元前1750年頃）は、古代オリエント史における時代区分である。
ウル第三王朝滅亡から始まる古バビロニア時代の前半、すなわちウル第三王朝滅亡からバビロン第1王朝のハンムラビ王によるメソポタミア統一までの時代を指すが、厳密な年代は学者によって異なっている状況である。
なお、この記事内の年代はいわゆる「中年代説」に従っている。

## 概観
メソポタミアの統一勢力であったウル第三王朝は紀元前21世紀後半には弱体化し、同王朝からイシン第1王朝が独立した。その後間もなくウル第三王朝はエラムによって滅ぼされ、イシン・ラルサ時代が幕を開けた。
この時代メソポタミアの政治的な主導権を握ったのはアムル人であった。アムル人は既にウル第三王朝末期からメソポタミア各地に移住・侵入しており、イシン第1王朝を皮切りに次々とアムル系王朝が成立していった。
イシンと、次いで同王朝から独立したラルサ王朝がメソポタミアの覇権を巡って争い、最終的にラルサの勝利に終わった。しかし、メソポタミア中流域ではバビロン第1王朝、マリ、そしてアッシリアが、いずれもアムル系王朝の下で強大化した。とりわけアッシリアのシャムシ・アダド1世は、北メソポタミア全域を支配下に治めて覇者的に振舞った。シャムシ・アダド1世の死後、群雄割拠状態となったが、バビロン第1王朝のハンムラビ王はライバルを次々に降し、ついにメソポタミア全域を支配下に置いた。
このことによってバビロンがメソポタミアの中心都市としての地位を確立していくこととなった。

## 政治史

### ウル第3王朝の滅亡とイシン第1王朝の隆盛
ウル第三王朝最後の王イビ・シンの治世において、王朝は西からのアムル人の侵入と東からのエラムの攻撃に曝され、その対応に追われた。さらに紀元前2022年頃、シュメール地方で大規模な飢饉が発生すると、王朝の弱体化は如何ともしがたい様相となった。
イビ・シン王はウル第三王朝に仕えていたアムル人イシュビ・エッラに食料調達を命じて彼をイシン市に派遣したが、イシュビ・エッラは反旗を翻し、イシン市を拠点にウル第三王朝から独立した（イシン第1王朝）。弱体化したウル第三王朝にはこれを止める術はなく、イビ・シン王は彼の独立を承認せざるを得なかった。
紀元前2004年、エラム人がシュメールに侵入し、イビ・シン王は敗れエラムに連れ去られた。エラム人は南部メソポタミアの都市を破壊して支配下に置いた。このウル第三王朝の滅亡は『ウル滅亡哀歌』などの文学作品を通して語り継がれた。
しかしエラム人は南部メソポタミアから更に支配領域を拡大することはなかった。独立勢力を築いていたイシン王イシュビ・エッラは、エラム人の北上を食い止めることに成功し、逆に攻勢に出てエラム人をシュメールから排除することに成功したため、南部メソポタミアの大部分がイシンの支配下に入った。
イシュビ・エッラ以降のイシンの歴代王は、ウル第三王朝の後継者たることを主張し、マラドやウルクなど混乱の中で独立していた周辺国を次々と制圧していった。

### イシンとラルサの抗争
拡大を続けたイシン第1王朝であったが、紀元前1944年頃、ラルサ市でアムル人ザバイアが支配権を握り、その次のラルサ王グングヌムの治世になるとラルサ王朝は急激に勢力を拡大した。
グングヌムはイシン王リピト・イシュタルと南部メソポタミアの覇権を巡って激しく争った。特にその初期の戦いで焦点となったのはウル市の争奪戦である。ウルは旧ウル第三王朝の都であり、「ウル第三王朝の後継者」という立場を取る両王朝にとっては大義名分を支える政治的意味合いが強かった上に、ペルシア湾を通じた交易の拠点でもあり、戦乱で損傷していたとはいえその支配権は重大問題であった。
この戦いはラルサの勝利に終わり、イシンはペルシア湾への出口を失った。続いてシュメールの最高神であり、王権を授けるとされたエンリルの神殿があった宗教都市ニップルを巡ってまたも両王朝が争ったが、ここでもラルサが勝利し、イシン第1王朝の覇権の芽は潰えた。

### マリ争奪戦
ユーフラテス川中流域の重要拠点マリでは紀元前19世紀半ばまでに支配権を確立したアムル系ハナ族のヤギト・リムと、やはりアムル系で隣接するテルカを勢力範囲としたイラ・カブカブと同地の支配権を巡って争った。彼らは周辺のアムル系部族をそれぞれ味方につけて争ったが、この戦いはイラ・カブカブの敗北に終わり、彼はエシュヌンナ方面へ逃れ、マリ市にはヤギト・リムが「リム王朝」と呼ばれる王朝を開いた。

### エシュヌンナの隆盛
エシュヌンナ市はイシンよりも早く紀元前2025年頃にはシュ・イリア王の下でウル第三王朝から独立していた。南部メソポタミアでイシンとラルサが争っている間、周辺のアムル系部族などとの婚姻外交によって基盤を固めたエシュヌンナは、紀元前19世紀半ば頃のイピク・アダド2世と、続くナラム・シンの下で東部メソポタミアに勢力を拡大した。エシュヌンナ法典と呼ばれる古い法典がこの時期のエシュヌンナから発見されている。同じ時期にマリ近辺での勢力争いに敗れたイラ・カブカブの勢力がエシュヌンナの領域に侵入し、イピク・アダド2世らはこれらを撃退すべく戦争を繰り返した。

### バビロンの独立と拡大
紀元前1894年頃、メソポタミア中部の都市バビロンでやはりアムル人の王スムアブムが独立勢力を築くことに成功した。これをバビロン第1王朝と呼ぶ。この時期のバビロンは地方の一都市に過ぎなかったが、スムアブムとその後継者たちは城壁の建造を始め各種の建築事業を通じて、この都市を首都に相応しく造り変えていった。
バビロンの周辺では他にもキシュ、カザル、マラド、シッパルなどでアムル系の王朝が成立していたが、バビロンはこれらとの戦いに勝利し中部メソポタミアに勢力を伸ばした。スムアブム治世下においてカザルは破壊され、次の王スム・ラ・エルの治世までにはシッパルも征服し、キシュと争った。サビウムの治世には南方のラルサとも戦って勝利を収めた。しかし紀元前18世紀に入ると、イシン王朝を圧迫して南で勢力を拡大するラルサと再び戦い、これに敗れたバビロンの拡大は頓挫した。
当時のバビロン王シン・ムバリットはラルサに対抗するために、既に弱小国となっていたイシンやウルクと同盟を結んだが、ラルサの英主リム・シン1世はこの同盟軍を破り、紀元前1802年頃にはウルクが、紀元前1794年にはイシン第1王朝がラルサに併合されて滅亡し、バビロンも国境を大きく後退させた。シン・ムバリトの後ハンムラビがバビロンの王となった。

### アッシリア王シャムシ・アダド1世
エシュヌンナに侵入していたアムル人イラ・カブカブの勢力は、彼の死後息子のシャムシ・アダド1世によって受け継がれた。この頃には彼らの支配する領域はエシュヌンナの北側に移動していた。シャムシ・アダド1世はエカラトゥム市を拠点にアッシュール市を攻略しアッシリアの王位についた。当時アッシリアは錫を中心とした交易によって経済的繁栄を享受しており、それを基に彼は活発な征服活動を行っていった。
シャムシ・アダド1世の征服活動の中でも最大のものがマリに対する攻撃である。父イラ・カブカブと争ったヤギト・リムは既に亡く、その息子ヤフドゥン・リムが王位についていた。両者の争いは激しかったが、最後にはシャムシ・アダド1世が勝利し、紀元前1801年頃、マリはアッシリアの支配下に入った。更に周辺領域も統合して、ここに北メソポタミア全域を支配する大国が出現した。
当初シャムシ・アダド1世と敵対していたエシュヌンナを始め多くの国がアッシリアと同盟関係を結び、また幾つかの国は属国となった。バビロンのハンムラビ王もまた、シャムシ・アダド1世との友好関係維持に著しい努力を払い、当時の彼が造った碑文にはシャムシ・アダド1世が連名で登場する。また、西方の国カトナもアッシリアの同盟国となった。
しかしアッシリアはシャムシ・アダド1世が紀元前1781年に死去するや瞬く間に弱体化し、その覇権は失われた。これによって、「一人で十分強力な王はいない」といわれる群雄割拠の状態となった。

### マリ王国復活
シャムシ・アダド1世がマリを併合した時、ヤフドゥン・リムの息子ジムリ・リムは西の大国ヤムハド（アレッポ）へと亡命していた。マリはシャムシ・アダド1世の息子ヤスマフ・アダドの支配下にあったが、シャムシ・アダド1世の死後、ジムリ・リムはヤムハドとバビロンの支援を受けてヤスマフ・アダドを倒し、マリ王位を取り戻した。ジムリ・リムはアッシリア時代からの行政機構を拡充し、周辺の遊牧民を傘下に納めてマリは再び大国の地位を取り戻した。

### ハンムラビの征服
再びメソポタミア全域に支配権を打ち立てることになるのがバビロン第1王朝の王ハンムラビである。ハンムラビが即位した時（紀元前1792年）、既に北方ではアッシリアのシャムシ・アダド1世が、南方ではラルサのリム・シン1世がその最盛期を迎えており、バビロンはこれらに挟まれて厳しい立場にあった。ハンムラビはシャムシ・アダド1世との友好関係維持に細かく注意を払い、その支持を得て南のラルサに対抗した。紀元前1784年頃までにラルサのリム・シン1世と戦ってイシン、ウルク、ウルなどを攻略し、バビロンの勢力を拡張した。さらにエシュヌンナとも戦って領域を拡張した。
シャムシ・アダド1世が没するとその息子たちを見限り、マリのジムリ・リムに接近して同盟を結んだ。マリとの同盟は到底シャムシ・アダド1世の支援ほどの効果は得られず、ハンムラビは大規模な軍事活動を起こすことはできなかった。その後20年前後にもわたり、ほとんど専ら国内整備と防御に時間を費やした。
転機となったのは紀元前1764年の戦いである。この年、エシュヌンナ、アッシリア、グティ人、エラムなどの同盟軍がバビロンを攻撃した。マリの支援もあり、ハンムラビはこの戦いに勝利し行動の自由を得た。翌年、一挙に南下してラルサのリム・シン1世を打ち破りラルサを併合した。続いて長年にわたる同盟相手であったマリのジムリ・リムも滅ぼしてマリを併合した。紀元前1757年頃にはエシュヌンナ市を完全に破壊し、アッシリアへも出兵してこれを征服した（征服した範囲については明確ではない）。
これら極めて短い間のハンムラビ王の征服活動の結果、再び全メソポタミアを支配する王朝が登場し、バビロン市がメソポタミアの中心都市として舞台に登場し始めることとなった。

## 社会

### 言語
ウル第三王朝末期以来、シュメール語は日常語としては次第に用いられなくなっていった。シュメール系とされるウル第三王朝の諸王の王名にもアッカド語人名が現れているほどであり、ハンムラビ王がメソポタミアを統一した頃には完全に死語となっていたといわれている。代わってアッカド語が行政においてもその他文学においても一般化していった。アッカド語は大きく南方言（バビロニア語）と北方言（アッシリア語）にわかれ、その後時代による言語の変化を起こしながらも、アラム語の登場までオリエントの共通語として存続することとなる。
イシン、ラルサはシュメールの後継者たることを主張したために行政文書や法律文書にはシュメール語が多く使用されたほか、シュメール時代の文学作品の多くが書写されて後世に残された（これらの中にはこの時期に新しく作られたものもあるといわれる）。現代において得られるシュメール語文書の多くは実際にはこのイシン・ラルサ時代の書き写しによって知られている。こうしてシュメール語は西欧におけるラテン語のように、政治・宗教・学問の言語としてなおも継承された。
また、この時代のほとんどの王朝がアムル人によって建てられたにもかかわらず、アムル語が筆記に使用されることはほとんどなかった。アムル人の人名にアッカド語と異なるアムル語人名が同定できる（ハンムラビの項目参照）ことなどから、アムル人たちはイシン・ラルサ時代にはアッカド人とは別個のアイデンティティを持っていたと推定されるが、シュメール・アッカドの文化を受け入れ次第に同化していった。

### 宗教
宗教的にもシュメールの影響は色濃く残された。シュメール時代の祭祀・儀礼の多くがイシン・ラルサ時代の王朝、とりわけイシン・ラルサの王たちによって継承された。イシン王は正式には「国土の王、ウル王」を名乗っており、シュメールの最高神エンリルによって王に任じられるという体裁を取っていた。
一方で、各地で自立した王朝によってそれぞれの都市神の地位が向上され、新たな神々も登場した。バビロンの都市神マルドゥクやエシュヌンナの都市神ティシュパク、そしてアッシリアの神格化された都市アッシュールなどが国土の統治権を有する神として祀られていくことになる。

### 法典
この時代は人類最古級の法律文書が次々と現れる時代でもある。既にシュメール時代にもウル・ナンム法典などが存在したが、イシン・ラルサ時代の法典はシュメールの伝統を継承しつつ作成されたものと考えられ、この時代が単に戦乱と無秩序のみの時代であったわけではないことがわかる。
イシンのリピト・イシュタル法典、エシュヌンナのエシュヌンナ法典、そして何よりもバビロンのハンムラビ法典などが次々と編纂された。ただし、これらが実際に運用された法律であると考えるには体系性がないことが知られており、法律というよりは「判例集」「法規集」のような性質を持っていたともいわれる。実際にこれらの法典を用いて行われた裁判の記録などは発見されていない。

### 経済
この時代の経済については王室経済を中心に多くのことが知られている。マリやラルサなどでは官営の織物工場が建設され、雇用契約体系も整えられていた。アッシリア商人たちは錫や毛織物の取引を通じて北メソポタミアを中心に商業圏を確立し、バビロンなど南部メソポタミアの地でも居留区（カールム、ワバラトゥム）などを作って売買を行っていた。現地の商人たちも独自に交易活動を行っていたと考えられる。各国の王たちはこれら商人の活動に関税をかけて収入を得ると共に、商人長と呼ばれる役人を置いて、商人たちの活動を統制し、また必要な商品を得ていた。国によっては、一部の商品に専売制を敷いていた場合もある。この時代に独立王朝が成立した都市の多くはこうした商人たちの交易ルート上にあり、その政治的発展が経済と無関係であったとは考えられない。
こうした経済の発展の一助となったのが銀である。銀は主に粒銀や延べ棒の形で使用され、物の価値を判別する基準となり、交易や投資における決済手段となった。持ち運びが容易で腐ることもない銀による支払いの確立は、経済規模の拡大をもたらしたことは疑いない。この銀をもとに、小切手に類似したような債権票も使用されている。ただし、未だ貨幣経済といえる状況にはなく、物々交換も依然優勢であった。
大土地所有による資本蓄積も行われ、イディン・ラガマル家のような民間の大地主の記録も残っている。土地も北部メソポタミアを中心に投資の対象となっていたが、南部メソポタミアで民間での土地取引が活発化（土地取引に関する史料が増大）するのはハンムラビの統一以後の古バビロニア時代後期に入ってからである。